# Litdok Ostmitteleuropa
Litdok Ostmitteleuropa (Literaturdokumentation zur Geschichte Ostmitteleuropas) ist eine bibliographische Online-Datenbank zur Geschichte Ostmitteleuropas, bearbeitet vom Herder-Institut (Marburg).

## Geschichte und Funktion
Das Herder-Institut in Marburg betrieb seit seiner Gründung 1950 bibliographische Dokumentationen vorrangig für die historischen deutschen Ostgebiete, publiziert sowohl in der Institutszeitschrift, der Zeitschrift für Ostforschung, wie auch monographisch. Diese Arbeiten wurden mit der Umgründung des Instituts durch die organisatorische Trennung vom Johann Gottfried Herder-Forschungsrat 1994 auf eine neue Basis gestellt. Die Ausrichtung auf Regionalbibliographien einzelner historischer Regionen wurde aufgegeben, stattdessen wurde das gesamte Ostmitteleuropa berücksichtigt; die Arbeiten wurden nun nicht mehr nur von deutschen Bearbeitern erstellt, sondern in Kooperation mit bibliographischen Arbeitsstellen in Polen (Krakau, Thorn, Breslau, Posen), Tschechien (Prag), der Slowakei (Bratislava), Litauen (Vilnius), Ungarn (Budapest); schließlich wurde von der Erstellung gedruckter Jahresbibliographien abgegangen und seit 1998 eine Online-Datenbank betrieben.
Die Datenbank ist 2020 mit den Bibliotheksdaten zum Bibliotheks- und Bibliografieportal zusammengefasst worden: Bibliotheks- und Bibliographieportal / Herder-Institut (Marburg).

## Inhalt und Profil
Die Datenbank verzeichnet alle Publikationen zur Geschichte des östlichen Europa von der Ur- und Frühgeschichte bis zur Zeitgeschichte; sie berücksichtigt räumlich die Territorien der heutigen baltischen Staaten, von Tschechien, der Slowakei und des historischen Polen und Ungarn. Die Datenbank verzeichnete Anfang 2011 mehr als 600.000 Titel, der jährliche Titelzuwachs beläuft sich auf etwa 40.000 Einträge. Eine charakteristische Besonderheit der Datenbank ist ihre Mehrsprachigkeit: Die Benutzeroberfläche, die Klassifikation und die Sachverschlagwortung stehen nicht nur in Deutsch und Englisch, sondern auch in Polnisch, Tschechisch, Slowakisch, Ungarisch, Litauisch, Estnisch und Russisch zur Verfügung. Die Thesauri der Sacherschließung für die behandelten Personen und Orte (gegenwärtig etwa 47.000 bzw. 16.000 Einträge) stellen mit den Lebensdaten und Kurzcharakteristiken der Personen bzw. den verschiedenen einzelsprachigen Namensformen ein Informationsmedium von eigenem Gewicht dar.